# Legalność marihuany

Status legalności dla użytku rekreacyjnego
----
Legalne
Nielegalne, ale zdekryminalizowane (zniesienie odpowiedzialności karnej)
Nielegalne, ale nieegzekwowane (ignorowane lub martwe przepisy prawne)
Nielegalne
Legalność nieznana

Uwaga! Ten artykuł od 2023-08 opisuje nieaktualny stan prawny. Jeśli możesz, popraw treść na podstawie najświeższych informacji.
Dokładniejsze informacje o tym, co należy poprawić, być może znajdują się w dyskusji tego artykułu.
 Po wyeliminowaniu niedoskonałości należy usunąć szablon {{Dopracować}} z tego artykułu.
     Legalne
     Nielegalne, ale zdekryminalizowane (zniesienie odpowiedzialności karnej)
     Nielegalne, ale nieegzekwowane (ignorowane lub martwe przepisy prawne)
     Nielegalne
     Legalność nieznana
     Legalne do użytku przez osoby dorosłe
     Legalne do użytku medycznego
     Legalność nieznana

Status legalności dla użytku medycznego
----
Legalne do użytku przez osoby dorosłe
Legalne do użytku medycznego
Legalność nieznana

Status prawny marihuany do użytku medycznego lub rekreacyjnego jest zróżnicowany w różnych krajach. Posiadanie konopi indyjskich jest uznawane w większości krajów jako przestępstwo. Jednak część państw zdekryminalizowała posiadanie marihuany i ich zastosowania prawne nie przewidują dotkliwych kar dla posiadaczy niewielkich ilości. Wiele krajów natomiast wprowadziło do legalnego obrotu marihuanę medyczną dla pacjentów cierpiących na różne schorzenia.

## Państwa z legalną marihuaną
| Kraj       | Data legalizacji     | Data wprowadzenia legalnej sprzedaży w autoryzowanych punktach |
| ---------- | -------------------- | -------------------------------------------------------------- |
| Urugwaj    | Grudzień 2013        | Lipiec 2017                                                    |
| Gruzja     | 30 Lipca 2018        | Nigdy                                                          |
| RPA        | 18 września 2018     | Nigdy                                                          |
| Kanada     | 17 października 2018 | 17 października 2018                                           |
| Meksyk     | 28 czerwca 2021      | Nigdy                                                          |
| Malta      | 14 grudnia 2021      | Nigdy                                                          |
| Tajlandia  | 9 czerwca 2022       | 9 czerwca 2022                                                 |
| Luksemburg | 21 lipca 2023        | Nigdy                                                          |
| Niemcy     | 1 kwietnia 2024      | Nigdy                                                          |

## Surowe kary w związku z przestępstwami narkotykowymi

### Bułgaria
Marihuana w Bułgarii jest całkowicie nielegalna i została sklasyfikowana jako narkotyk klasy A (wysokiego ryzyka) wraz z heroiną, kokainą, amfetaminą i MDMA (ecstasy). Od zmiany Kodeksu karnego z dnia 29.04.2006 r. stanowczo zaostrzono przepisy dotyczące posiadania oraz dystrybucji konopi indyjskich. Karą za posiadanie nawet niewielkiej ilości wynosi od roku do 6 lat więzienia oraz karą grzywny w wysokości od 1000 do 5000 euro. W przypadku posiadania w celu dystrybucji (handlu narkotykami) kara może wynosić od 2 do 8 lat pozbawienia wolności w wypadku niewielkich ilości, od 3 do 12 lat dla znacznych ilości, od 5 do 15 lat, kiedy jest wykonywana przez zorganizowaną grupę przestępczą. W takich przypadkach maksymalna wysokość grzywny do ustalenia wraz z czasem odbywania kary wynosi 50 000 euro. Uprawa konopi indyjskich jest karana od 2 do 5 lat więzienia oraz grzywną do 5000 euro. W wypadku hodowli konopi indyjskich ,dla organizatora grupy hodowców grozi nawet 20 lat więzienia i 100 000 euro kary.

### Cypr
Marihuana uznawana jest na Cyprze jako substancja klasy B, czyli widnieje jako narkotyk wysokiego ryzyka na podstawie ustawodawstwa z 1977 roku (Ustawa o środkach odurzających i substancjach psychotropowych). W tym państwie mamy do czynienia z jednymi z najsurowszych rozwiązań względem użytkowników konopi indyjskich w Unii Europejskiej – kara dożywotniego więzienia jest możliwa w przypadku użycia i maksymalnie 8 lat pozbawienia wolności w przypadku posiadania marihuany (z zastrzeżeniem maksimum 2 lat za pierwsze przewinienie osoby poniżej 25 roku życia).

### Dania
W Danii podobnie jak w przypadku wszystkich narkotyków, przestępstwa związane z konopiami indyjskimi podlegają karze grzywny i/lub pozbawienia wolności na okres do lat 2. Wyjątkiem na terenie kraju jest wolne miasto Christiania (dzielnica Kopenhagi) gdzie duńskie władze nadały jej mieszkańcom legalny status niezależnej społeczności i ograniczenia dotyczące marihuany i innych narkotyków teoretycznie nie istnieją. Trzy rodzaje pochodnych konopi indyjskich do użytku medycznego (sativex, marinol i nabilon) zostały zatwierdzone przez Duńską Agencję ds. Leków w 2011 r., ale wymagają uzyskania recepty od lekarza.

### Estonia
W Estonii marihuana jest uznawana za substancję nielegalną. Posiadanie niewielkiej ilości tzn. do 7,5 grama jest traktowane jako wykroczenie i karane grzywną i/lub 30-dniowym aresztem. Przestępstwem kryminalnym jest posiadanie więcej niż niewielkiej ilości marihuany. Wytyczne estońskiej prokuratury z dnia 22 lipca 2005 r. określają większą dawkę jako ponad 20 g marihuany lub 10 g haszyszu, które jest zagrożone 5-letnim pozbawieniem wolności.

### Finlandia
W Finlandii marihuana jest nielegalna. Od chwili reformy z roku 2001 policja nakłada kary grzywny za większość przestępstw na użytek osobisty, a sprawy nie są wnoszone do sądu, chyba że pozwany sobie tego życzy. Przestępstwa polegające na kilkukrotnym złapaniu oskarżonego z niewielką ilością marihuany, posiadaniu znacznych ilości, sprzedaży, bądź transportu skutkują aktem oskarżenia wnoszonym do sądu, a kary zdecydowanie surowsze, wynoszące maksymalnie 2 lata pozbawienia wolności. Mała grupa użytkowników (223 w 2014) w celach medycznych ma możliwość uzyskania zezwolenia na zakup i stosowanie marihuany od jednej z 27 aptek na terenie kraju posiadających zezwolenie na sprzedaż.

### Francja
Uprawa, sprzedaż, posiadanie lub spożywanie konopi indyjskich we Francji jest zabroniona i zagrożona karą grzywny i/lub pozbawienia wolności na okres do jednego roku. Od dnia 8 czerwca 2013 r. pochodne konopi indyjskich można stosować we Francji do produkcji produktów leczniczych. Produkty można uzyskać tylko na receptę i zostaną przepisane tylko wtedy, gdy wszystkie inne leki nie przyniosły skutecznej ulgi w cierpieniu wywołanym chorobą. Wszystkie produkty z konopi indyjskich muszą być zatwierdzone przez Narodową Agencję ds. Bezpieczeństwa Medycznego (Agence nationale de sécurité du médicament).

### Grecja
Posiadanie, sprzedaż lub używanie nawet niewielkich ilości marihuany jest w Grecji niezgodne z prawem, ale jeśli zostanie uznane w sądzie za niewielką ilość tj. do 2,5 grama oskarżony może uniknąć kary. Posiadanie znacznych ilości, powyżej 20 gramów może prowadzić do kary wieloletniego pozbawienia wolności. W czerwcu 2017 r. Grecki premier Aleksis Tsipras ogłosił, że podjęto wspólną decyzję ministerialną w sprawie legalności marihuany medycznej. Decyzja, opublikowana w Dzienniku Urzędowym, ogłosiła, że zażywanie marihuany jest legalne dla pacjentów z przepisaną przez lekarza receptą.

### Irlandia
Status prawny konopi indyjskich w Irlandii oznacza, że jest nielegalna w celach rekreacyjnych i karana grzywną w wypadku 2 pierwszych wyroków sądowych związanych z narkotykami, natomiast kolejny 3 wyrok skazujący sądu może wynosić od roku do 3 lat pozbawienia wolności i/lub dodatkowej kary grzywny. Wykorzystanie marihuany do celów medycznych wymaga indywidualnej zgody Ministra Zdrowia. Pierwsza licencja na medyczne zastosowanie oleju z konopi została wydana w grudniu 2016 roku, aby umożliwić Tristanowi Forde dwuletniemu chłopcu kontynuację leczenia rozpoczętego w USA w stanie Kolorado.

### Litwa
Posiadanie, transport, sprzedaż lub uprawa konopi indyjskich na Litwie jest nielegalna. Nielegalna jest również marihuana lecznicza. Tak samo jak w przypadku wszystkich innych narkotyków, posiadanie niewielkiej ilości maksymalnie 5 gramów bez zamiaru dystrybucji jest wykroczeniem podlegającym karze grzywny, karą aresztu od 10 do 45 dni lub ograniczenia wolności do 2 lat. Przestępstwo posiadania większej ilości bez zamiaru dystrybucji podlega karze grzywny, lub pozbawienia wolności do lat 2.

### Łotwa
Konopie indyjskie są całkowicie nielegalne na Łotwie. Posiadanie większych ilości może być karane nawet do piętnastu lat więzienia. Posiadanie ilości do jednego grama jest karane grzywną do 280 euro, za drugie przestępstwo w ciągu roku związane z marihuaną w okresie jednego roku stosuje się opłaty karne.

### Polska
W Polsce zarówno import, produkcja, sprzedaż, jak i samo posiadanie marihuany, która jest traktowana jak inne narkotyki jest nielegalne i stanowi przestępstwo, zgodnie z ustawą z 29 lipca 2005 r. o przeciwdziałaniu narkomanii. Za samo posiadanie marihuany grozi kara do trzech lat pozbawienia wolności, natomiast sprzedaż marihuany innej osobie zagrożone jest karą do 10 lat pozbawienia wolności, a sprzedaż osobie małoletniej jest zbrodnią, zagrożoną karą od 3 do 15 lat pozbawienia wolności. 26 maja 2011 r. wprowadzono zmiany, dające prokuratorom możliwość niewnoszenia oskarżeń o posiadanie niewielkich ilości konopi indyjskich do użytku osobistego, jeżeli jest to pierwsze przestępstwo lub jeśli osoba uzależniona jest od narkotyków. Medyczne używanie konopi indyjskich wprowadzono ustawą z 7 lipca 2017 r., która weszła w życie po upływie 3 miesięcy od dnia ogłoszenia. W jej treści jest mowa o produktach z których pacjenci będą mogli korzystać: zioła konopi innych niż włókniste oraz wyciągi, nalewki farmaceutyczne, a także wszystkie inne wyciągi z konopi innych niż włókniste oraz żywica konopi innych niż włókniste, które teraz stanowią surowiec farmaceutyczny. Taką możliwość będzie miała osoba po otrzymaniu zezwolenia wydanego na okres 5 lat przez Prezesa Urzędu Rejestracji Produktów Leczniczych, Wyrobów Medycznych i Produktów Biobójczych. Zgodnie z nowym Rozporządzeniem, które obowiązuje od 7 listopada 2024 r., nie będzie już można otrzymać recepty na medyczną marihuanę online, a jedynie po odbyciu wizyty stacjonarnej.

### Rumunia
Posiadanie niewielkich ilości preparatów narkotykowych w tym również konopi indyjskich w Rumunii podlega karze grzywny nakładanej dla osób które do tej pory nie były skazane za przestępstwa narkotykowe, oraz karze od trzech miesięcy do dwóch lat pozbawienia wolności i/lub grzywny, jeśli osoba ta została wcześniej skazana. Posiadanie znacznych ilości, bądź handlu marihuaną podlega karze od dwóch do siedmiu lat więzienia. Rumunia zalegalizowała marihuanę leczniczą jako dziesiąty kraj w UE w 2013 roku.

### Słowacja
Konopie indyjskie na Słowacji są nielegalne. Posiadanie lub używanie nawet niewielkich ilości marihuany podlega karze pozbawienia wolności do lat ośmiu.

### Szwecja
W Szwecji sprzedaż, transport, zakup, używanie i posiadanie jakiejkolwiek ilości marihuany są nielegalne. Policja prowadzi specjalny program „przeszkadzania i denerwowania” skierowany w stronę uzależnionych wspieranych przez narodowy system „zerowej tolerancji”. Innymi sankcjami przewidzianymi w szwedzkim prawie jest maksymalna kara pozbawienia wolności do lat 3 oraz kara 6 miesięcy pozbawienia wolności i/lub grzywny w przypadku posiadania mniejszych ilości marihuany. W Szwecji konopie indyjskie nie są oficjalnie zalegalizowane dla użytku medycznego, a ich konsumpcja w celach leczniczych nie jest postrzegana jako okoliczność łagodząca.

### Węgry
W węgierskim prawie nie ma rozróżnienia pomiędzy niedozwolonymi substancjami pod względem niebezpieczeństwa. Spożycie heroiny i marihuany ma takie same konsekwencje prawne. Węgierskie prawo zakazuje dystrybucji i jakiegokolwiek użycia (łącznie z medycznym), jednakże Kodeks Karny rozróżnia kary ze względu na sprzedaż lub użytek własny. 283. § (1) paragraf (a) stanowi, że „osoba nie może być ukarana za nadużycie narkotyków jeśli niewielka ilość dla własnego użytku jest wyprodukowana, uzyskana lub posiadana…” i dalej stwierdza, że „zakładając, że przed ustaleniem ostatecznego werdyktu zostanie przedstawione potwierdzenie o odbytej ciągłej 6-miesięcznej terapii”. Prawo stanowi, że „ilość osobista” jest określana jako 1 gram substancji aktywnej (THC), co tym samym równa się 12-100 gramom marihuany, zakładając że marihuana zawiera 1-8% THC na jednostkę masy. Posiadanie większych ilości może prowadzić do kary 5-10 lat więzienia.

### Wielka Brytania
Konopie indyjskie są nielegalne w posiadaniu, hodowli, dystrybucji lub sprzedaży w Wielkiej Brytanii. Jest uznana za substancję klasy B, z karami za nielicencjonowane rozdawanie, nielegalną produkcją i nielegalnym handlem do 14 lat w więzieniu i/lub nieograniczoną grzywną. Maksymalna kara za posiadanie marihuany wynosi pięć lat więzienia i nieograniczona kara grzywny. "Ostrzeżenie o konopiach indyjskich", czyli wpis do policyjnego rejestru może zostać wydany w przypadku małych ilości konopi indyjskich (zazwyczaj mniej niż 1 uncja-28 gramów marihuany z ziołami lub nieco wyższa ilość haszyszu), jeśli okaże się, że jest przeznaczona na użytek osobisty. Medyczna marihuana w Wielkiej Brytanii jest legalna jedynie w postaci syntetycznego kannabinoidu o nazwie Nabilon oraz leku na bazie konopi indyjskich Sativex, które mogą być przepisane przez lekarza.

## Częściowa dekryminalizacja marihuany

### Austria
Austria ma stosunkowo liberalne przepisy antynarkotykowe względem marihuany, a podejście ogólne władz polega na ignorowaniu osobistego użytku i skupieniu się wyłącznie na sprzedaży, produkcji i handlu. Stosowanie konopi indyjskich w użyciu leczniczym jest możliwe od dnia 9 lipca 2008 r, kiedy to austriacki parlament zatwierdził jej legalność dla potrzeb badawczych oraz medycznych. Uprawa tych roślin jest kontrolowana przez Austriacką Agencję Zdrowia i Bezpieczeństwa Żywności (Österreichische Agentur für Gesundheit und Ernährungssicherheit, AGES). Ilość posiadanej marihuany na własny użytek w celach rekreacyjnych wynosi maksymalnie 5 gramów dla osoby dorosłej od stycznia 2016 r.-taka ilość stanowi jedynie wykroczenie. Przestępstwem jest natomiast jakakolwiek próba sprzedaży, lub transportu jest obarczona sankcją pozbawienia wolności do 6 miesięcy.

### Belgia
Status prawny marihuany w Belgii oznacza, że jest całkowicie nielegalna, natomiast od 2 czerwca 2003 roku na skutek częściowej dekryminalizacji posiadanie na własny użytek do 3 gramów wysuszonych kwiatów oraz uprawa jednej rośliny konopi przez osobę która jest pełnoletnia stanowi wykroczenie. W przypadku jednorazowego lub okazjonalnego używania konopi indyjskich, bez okoliczności obciążających, dokonywana jest rejestracja policji, sprawca zostanie ukarany grzywną, a lek może zostać zarekwirowany. Prawo belgijskie karze posiadanie do 3 gramów marihuany lub uprawy jednej rośliny konopi indyjskich grzywną w wysokości 75-125 euro. To samo dotyczy posiadania jednej rośliny konopi w uprawie.

### Chorwacja
Od 2013 r. posiadanie niewielkiej ilości marihuany i innych lekkich narkotyków w Chorwacji jest wykroczeniem, które w zależności od przypadku prowadzi do grzywny w wysokości 5 000-20 000 kun (3000-12 000 zł). W 2015 r. Ministerstwo Zdrowia oficjalnie zalegalizowało stosowanie leków na bazie pochodnych konopi na potrzeby medyczne pacjentów z chorobami takimi jak rak, stwardnienie rozsiane lub AIDS. Lekarze mogą przepisać swoim pacjentom leki, herbaty i maści zawierające THC, aktywny składnik konopi. Przepisy pozwalają każdemu pacjentowi otrzymać do 0,75 g THC miesięcznie.

### Czechy
Posiadanie, transport, sprzedaż lub uprawa konopi indyjskich w Czechach jest nielegalna. Od stycznia 2010 roku posiadanie marihuany stanowi wykroczenie, jeśli ilość jest niewielka tzn. maksymalnie 15 gramów suchej masy lub uprawa 5 krzaków konopi indyjskich, podlega karze grzywny lub ostrzeżeniu. Posiadanie ilości powyżej tej wartości lub innych substancji zawierających THC jest karane do 1 roku pozbawienia wolności i/lub grzywną w wysokości do 15 000 koron(2500 złotych). Użycie marihuany do celów medycznych na receptę zostało zalegalizowane i uregulowane od 1 kwietnia 2013 r. Prawo zezwala na maksymalnie 180 g suchej masy miesięcznie, zgodnie z zaleceniami wyspecjalizowanych lekarzy, i można je uzyskać za pomocą elektronicznego formularza recepty.

### Hiszpania
Sprzedaż i import jakiejkolwiek ilości konopi indyjskich w Hiszpanii jest przestępstwem zagrożonym karą więzienia. Nabycie, posiadanie i spożywanie konopi indyjskich w miejscu publicznym stanowi wykroczenie i podlega karze grzywny oraz konfiskacie produktu. Konsumpcja i uprawa przez dorosłych w prywatnej przestrzeni jest legalna. Rośliny konopi, które są zlokalizowane w miejscu widocznym z ulicy / miejsca publicznego (np. z balkonów), są uznawane za poważne wykroczenie, które prowadzi do grzywny w wysokości od 601 do 30 000 EUR. Posiadanie ilości większej niż 70/100 gramów (w zależności od danego regionu) jest uznawane jako zamiar handlu marihuaną i karane pozbawieniem wolności. W czerwcu 2017 r. Wspólnota autonomiczna Katalonia zalegalizowała konopie indyjskie po tym, jak rząd przegłosował 118 do 9 w celu uregulowania lokalnych klubów z konopiami indyjskimi. Uprawa, konsumpcja i dystrybucja konopi są teraz legalne dla tych, którzy są członkami wyznaczonych klubów na obszarze Katalonii.

### Holandia
W 1972 r. Rząd holenderski podzielił narkotyki na kategorie bardziej i mniej niebezpieczne, przy czym konopie indyjskie znalazły się w kategorii mniejszej szkodliwości. W związku z tym posiadanie 30 gramów lub mniej jest uznawane za wykroczenie. Produkty z konopi indyjskich są sprzedawane wyłącznie w niektórych lokalnych coffee shopach od 1976 roku, a posiadanie do 5 gramów na użytek własny jest zdekryminalizowane, mimo to policja ma możliwość je skonfiskować. Posiadanie marihuany w granicach 5-30 gramów, bądź maksymalnie 5 krzaków konopi indyjskich może skutkować grzywną w wysokości 3350 EUR, albo karą pozbawienia wolności na jeden miesiąc. Przekroczenie tych wartości oraz nielegalna sprzedaż poza coffee shopami jest obarczona sankcją maksymalnie 6 lat pozbawienia wolności.

### Malta
Policja mogła nałożyć grzywnę w wysokości od 50 do 100 EUR w przypadku posiadania marihuany w niewielkich ilościach i jedynie w przypadku pierwszego złamania prawa. Wielokrotni sprawcy byli skierowani do Rady Rehabilitacji Osób Uzależnionych Od Narkotyków, gdzie emerytowany Prezes Sądu Najwyższego określał warunki rehabilitacji. Naruszenie warunków lub odmowa współpracy byłyby równoznaczne z przestępstwem i skutkowałyby skierowaniem aktu oskarżenia przeciwko sprawy do sądu. Pod koniec 2021 roku Malta jako pierwszy kraj w Europie zalegalizowała marihuanę do celów rekreacyjnych, lecz palenie jej w miejscach publicznych jest nadal nielegalne. Leczenie medyczną marihuaną jest ograniczone jedynie do leku „sativex”, który jest przepisywany dla pacjentów na receptę od 2015 roku przez onkologa, neurologa, psychologa lub anestezjologa, ponadto trzeba uzyskać pozwolenie od Ministra Zdrowia Publicznego.

### Niemcy
Posiadanie marihuany rekreacyjnej na terytorium Niemiec jest legalne od 01.04.2024. Według nowych przepisów całkowicie dozwolone dla osób pełnoletnich jest posiadanie do 25 gramów na własny użytek. Legalna jest hodowla do 3 roślin i przechowywanie do 50 gramów w domu. Konsumpcja możliwa jest tylko na terenie prywatnym, a zakazana na terenie publicznym.
Bundestag zatwierdził przepisy zezwalające na używanie konopi indyjskich dla poważnie chorych pacjentów, którzy skonsultowali się z lekarzem i "nie mają alternatywy terapeutycznej" względem już zastosowanych środków. Niemiecki minister zdrowia, Hermann Gröhe, przedstawił gabinetowi projekt ustawy o legalizacji marihuany, który wszedł w życie 10 marca 2017 r. Licencje są wydawane przez (Bundesinstituts für Arzneimittel und Medizinprodukte) "Federalny Instytut Leków i Urządzeń Medycznych" firmom zajmującym się hodowlą konopi indyjskich.

### Portugalia
Podobnie jak w przypadku wszystkich narkotyków w Portugalii, przestępstwa związane z konopiami indyjskimi, takie jak używanie, nabywanie i posiadanie, są uznawane za wykroczenia. W 2001 r. Portugalia stała się pierwszym krajem na świecie, który zdekryminalizował użycie wszystkich narkotyków. Sprawy związane z marihuaną są oceniane i podejmowane w Komisji ds. Zwalczania Uzależnienia od Narkotyków (Comissões para a Dissuasão da Toxicodependência). Komisje dysponują szerokim zakresem dostępnych sankcji, kiedy orzekają w sprawie przestępstwa za używanie narkotyków. Należą do nich:
- Kary, od 25 € do 150 €.
- Zawieszenie prawa do wykonywania zawodu, jeśli sprawca posiada licencjonowany zawód (np. lekarz, taksówkarz) i może zagrażać dobru innej osoby.
- Zakaz odwiedzania określonych miejsc (np. Konkretnych klubów).
- Zakaz spotykania z konkretnymi innymi osobami.
- Zakaz opuszczania kraju.
- Wymóg okresowego składania sprawozdań do komitetu.
- Zawieszenie prawa do posiadania broni.
- Konfiskata mienia osobistego.
- Utrata stypendiów lub dodatków, które dana osoba otrzymuje od instytucji publicznej.
- Leczenie odwykowe jest przewidziane w sytuacjach wymagających problematycznego używania / nadużywania konopi i wielokrotnych wykroczeń związanych z nimi[46].

### Słowenia
Konopie indyjskie w Słowenii są nielegalne, ale podlegają procesowi dekryminalizacji. Podczas gdy medyczna marihuana nie jest dozwolona, zezwala się na stosowanie niektórych kannabinoidów. W 2012 r. Przygotowano wniosek mający na celu dekryminalizację marihuany, ale nie uzyskał on niezbędnego wsparcia. Nowa propozycja została opracowana w 2013 r., której udało się uzyskać wystarczające wsparcie publiczne. W rezultacie słoweński rząd ponownie zaklasyfikował kannabinoidy jako narkotyki klasy II (z pierwotnej klasy I), umożliwiając w ten sposób medyczne zastosowanie leków kannabinoidowych, ale nie marihuanę medyczną. Posiadanie jakiegokolwiek narkotyku na własny użytek w małych ilościach nie jest rejestrowane jako przestępstwo w Słowenii, ale jest to wykroczenie karane grzywną w wysokości 42-210 € lub do 5 dni więzienia. W tym sensie uważa się je za "zdekryminalizowane". Kara może być jeszcze mniej dotkliwa, w wypadku gdy sprawca zgadza się by podjąć leczenie. Taka polityka względem marihuany jest bardzo podobna do obowiązującej w Portugalii.

### Włochy
Według włoskiego prawa dozwolone są rekreacyjna konsumpcja w małych ilościach oraz wykorzystanie marihuany do celów medycznych. Sprzedaż i produkcja marihuany są przestępstwem. Państwo posiada de facto monopol na produkcję do legalnego użytku, ale nie jest w stanie zaspokoić rosnącego popytu.